# Viktor Wessely
Viktor Leopold Jindřich svobodný pán Wessely (Viktor Heinrich Leopold Freiherr Wessely) (8. července 1845, Brno – 8. března 1919, Praha) byl český právník a soudce. Od mládí působil v justici, řadu let zastával různé funkce na Moravě, nakonec byl prezidentem vrchního zemského soudu v Praze (1900–1918), v roce 1908 získal titul barona.

## Životopis
Narodil se v Brně jako starší syn státního úředníka Ignáce Wesselého (1804–1882), který byl dvorním radou u moravského místodržitelství a v roce 1868 byl povýšen do šlechtického stavu. Viktor vystudoval práva a v roce 1867 začal pracovat v justici, nejprve u okresního soudu v Uherském Hradišti a Brně, od roku 1875 působil v úřadu státního návladního v Brně. Poté byl státním návladním v Uherském Hradišti (1882–1887) a Olomouci (1887–1890). Od roku 1890 byl radou vrchního zemského soudu v Brně a v letech 1893–1899 byl prezidentem zemského soudu v Bukovině. V roce 1899 se nakrátko vrátil do Brna a nakonec 20. listopadu 1900 získal funkci prezidenta vrchního zemského soudu v Praze. I když ovládal češtinu, jeho jmenování do čela zemské soudní správy bylo vnímáno jako neúspěch v prosazování českých zájmů. V čele justiční správy v Čechách setrval osmnáct let až do vzniku Československa, z funkce byl odvolán 30. října 1918 a zemřel nedlouho poté.
Za zásluhy získal Leopoldův řád (1898), velkokříž Řádu Františka Josefa (1911) a Řád železné koruny (1917). V roce 1904 byl jmenován c.k. tajným radou a v roce 1908 byl povýšen do stavu svobodných pánů.

## Rodina
V roce 1874 se v Brně oženil s Hedvikou Hammerovou (1854–1919) a měl s ní sedm dětí, z nichž tři zemřely v dětství. Dva starší synové Viktor (1875–1932) a Zdenko (* 1883) působili ve státní správě, třetí syn Ignác (1885–1915) zemřel za první světové války v ruském zajetí a nejmladší syn Rudolf (1887–1912) spáchal sebevraždu.
Viktorův mladší bratr Karel (1854–1924) sloužil v armádě a dosáhl hodnosti c.k. polního podmaršála.